# Lamontichthys maracaibero
Lamontichthys maracaibero és una espècie de peix de la família dels loricàrids i de l'ordre dels siluriformes.

## Morfologia
- Els mascles poden assolir 18,5 cm de longitud total.[4][5]

## Hàbitat
És un peix d'aigua dolça i de clima tropical.

## Distribució geogràfica
Es troba a Sud-amèrica: conca del llac Maracaibo (Veneçuela).

## Observacions
Necessita aigües ben oxigenades.